# Tedania bispinata
Tedania bispinata är en svampdjursart som beskrevs av Jörn Hentschel 1911. Tedania bispinata ingår i släktet Tedania och familjen Tedaniidae. Inga underarter finns listade i Catalogue of Life.